# Ferdinando Forino
Ferdinando Forino   (Nàpols, 1837 - Roma, 6 de desembre de 1905) fou un músic, violoncel·lista i compositor italià, defensor del renaixement de la música instrumental a Itàlia. Va introduir l'escola napolitana del violoncel a Roma.
Després de realitzar diversos viatges artístics arreu d'Europa, ocupà el càrrec de professor de violoncel del  Liceo Musicale di Santa Cecilia, de Roma, (1887), aquest càrrec l'ocupà ensems que era primer violoncel del Teatro Apollo. Tres anys abans (1884, ja l'havia cridat el director Tullio Ramacciotti per a fer diversos concerts de música de cambra a la Ciutat Eterna.